# Objet A/
Pour l’article homonyme, voir Objet a.
En astronomie, un objet A/ est un objet du système solaire qui a une désignation provisoire suivant les conventions pour les comètes à ceci près qu'elle commence par le préfixe A/. Pour qu'un objet soit ainsi classé, il faut qu'il ait une trajectoire quasi-parabolique ou hyperbolique (excentricité proche de ou supérieure à 1), typique donc d'une comète (à longue période ou non périodique) ou d'un objet interstellaire, mais qu'il n'ait montré aucune activité cométaire. Ces objets constituent donc techniquement un sous-ensemble des planètes mineures, mais nombre d'entre eux montrent ensuite une activité cométaire en s'approchant du Soleil, auquel cas ils sont reclassés parmi les comètes et voient leur préfixe transformé en C/.

## Historique
En 1995 a eu lieu une réforme des désignations des comètes. La nouvelle nomenclature prévoyait les préfixes P/ pour les comètes à courte période (inférieure à 200 ans), C/ pour les comètes à longue période ou non périodiques, D/ pour les comètes périodiques perdues et X/ pour les comètes qui n'ont pas été suffisamment observées pour établir une orbite fiable. Un préfixe supplémentaire, A/, fut prévu pour le cas où un objet non cométaire aurait reçu une désignation provisoire cométaire. La situation ne s'est jamais présentée jusqu'à la découverte de l'objet initialement désigné C/2017 U1 (PANSTARRS). Cet objet reçut, de façon précipitée pourrait-on dire, une désignation provisoire cométaire en raison de l'excentricité particulièrement élevée de sa trajectoire, environ 1,2, une valeur jamais observée jusqu'alors pour un objet voyageant autour du Soleil. Cependant, cet objet ne montra aucun activité cométaire et, conformément à ce qu'avait prévu la nomenclature de 1995, sa désignation vit son préfixe changé en A/ : A/2017 U1. Des observations supplémentaires confirmèrent sa trajectoire hyperbolique et son origine interstellaire, ce qui entraîna l'établissement des désignations permanentes en I et l'inauguration de ces désignations par cet objet en tant que 1I/ʻOumuamua. Comme, dans la nomenclature de 1995, rien n'impose qu'un objet ait d'abord été considéré comme comète pour recevoir une désignation cométaire avec comme préfixe A/, il a été décidé que, dorénavant, les objets potentiellement d'origine interstellaire recevraient une désignation provisoire suivant la nomenclature pour les comètes, avec comme préfixe soit C/ soit A/ selon que l'objet montre ou non une activité cométaire. En pratique, cette règle est appliquée à tout objet nouvellement découvert dont la trajectoire est quasi-parabolique ou hyperbolique, c'est-à-dire avec une excentricité proche de ou supérieure à 1.

## Liste
- Pour les objets actuellement classés comme objets A/ ainsi que les objets interstellaires non cométaires initialement classés comme objets A/, consulter la  liste des objets A/.
- Pour les comètes initialement classées comme objets A/ avant d'être reclassifiés, consulter la liste des comètes à longue période ou non périodiques découvertes depuis 2017.